# 至尊三十六計之偷天換日
《至尊卅六計之偷天換日》是1993年王晶执导的一部香港喜剧片，由劉德華、梁家輝、鍾麗緹和關海山主演。

## 劇情
在劉耀祖開的賭場，錢文迪、劉耀祖、劉耀祖的情婦夢娜等人在貴賓室赌梭哈，這時贏了十萬塊港元六合彩的香港獄警「殺手雄」鍾楚雄也進了賭局，但文迪與發牌員麗麗串通，贏了一整晚，其實麗麗是文迪的女友。
劉耀祖一怒之下，叫夢娜換了賭場的高手「金手指阿智」來發牌，孰料阿智根本就是文迪的好友，阿智假裝要揭穿文迪舞弊，其實卻又出老千幫文迪贏了很多錢，其中劉耀祖输的最多，輸了四百多萬港元。
錢文迪與阿智慶祝一晚的戰果，但劉耀祖派了一票兄弟開車追殺他們，錢文迪憑藉著優秀的駕駛技術，甩開了那一大票劉家兄弟，劉家兄弟們大多陷入車禍火海。錢文迪、阿智、麗麗三人到在酒吧飲酒慶祝，卻碰到带着一众兄弟的鍾楚雄，鍾楚雄調戲起了麗麗，錢文迪出來勸阻，並以魔術手法羞辱鍾楚雄。双方掀起了打鬥，錢文迪與阿智被鍾楚雄一行人追打，錢文迪與阿智逃跑時卻遇到了鍾楚雄，乘機把鍾楚雄揍了一頓。
劉耀祖追上了錢文迪與阿智，打傷阿智跟麗麗，並劫持阿智，威胁文迪办一件事：套出一名綽號「魯賓孫」的孫姓囚犯的秘密。劉耀祖說，魯賓孫原来是他的手下，不料偷了他的三亿元無記名債券，文迪要设法从魯賓孫口中得知债券的下落，事成后就给錢文迪一千万作为报酬，否則就要把阿智打死。于是麗麗指控文迪性侵她，结果法官不相信麗麗供詞中文迪「過人的性能力」，打算無罪開釋文迪；文迪只好說自己是採花大盜，並用鞋子丟法官，法官以藐视法庭罪名，判他即刻入狱三十日，並在三十日後重審此案。
錢文迪入狱后，發覺劉耀祖已經派了自己的心腹「恐龍」，入獄拷問魯賓孫。为了顺利接触魯賓孫和免受鍾楚雄的報復，他向教誨師朱姑娘示好，也答應以鉅款收买囚犯基哥、駒哥、大眼光等一些武藝高強的囚犯，以換取他們照顾，錢文迪因此被迫「逃獄」，到外面打電話給劉耀祖，讓劉耀祖匯款給那些囚犯。
孰料錢文迪逃到了一家雜貨店，店主與應召女郎性交易到一半，恰好馬上風發作，錢文迪試圖拿藥救店主，才發現店主鍾老闆是鍾楚雄之父。鍾楚雄恰好偷跑回家休息，以為錢文迪要殺鍾老闆，演出了一場鬧劇。鍾老闆氣急敗壞之下，居然說鍾楚雄是妻子討客兄而來的私生子。鍾楚雄聽說懲教署購置了一臺超級電腦，於是開始尋找生父，孰料電腦跟說他的親生老爸正在查之外，警告他說他的名義老爸很火大買了菜刀開車趕來，並回答先是顯示他生父可能是麥可傑克森，他置之不理要電腦快查他親生老爸，結果出現卓別林，後來電腦說「你名義老爸在你後面，他非常火」，於是看到他名義老爸就拿著菜刀準備砍他，突然，電腦出聲阻止兩人，並顯示他生父可能是毛澤東，另兩人當場傻眼。
恐龍把魯賓孫打斷了腿，讓錢文迪可以到獄中醫院套魯賓孫的話，錢文迪从魯賓孫口中获知事情的真相：魯賓孫本是一個富商，劉耀祖原来是魯賓孫的員工，表現得力，魯賓孫招贅他做了女婿，但婚後劉耀祖原形畢露，侵吞魯賓孫的家產，魯賓孫的女兒發現了，開始提防劉耀祖。劉耀祖亂刀殺了魯賓孫的女兒，並報警说她是被劫匪抢劫所殺。魯賓孫大怒，为给女儿报仇，砍了他一刀，反被劉耀祖告發谋杀而入狱。文迪覺得魯賓孫很可憐，于是改变主意决心帮助魯賓孫报仇，以惩罚劉耀祖，而魯賓孫也答应等他报仇成功，会给文迪大部分财产。
錢文迪藉故打了鍾楚雄，鍾楚雄把他關入禁閉室，正當鍾楚雄帶著警棍，半夜到禁閉室要報復錢文迪時，錢文迪卻告訴鍾楚雄來龍去脈，並答應只要能夠成功取得債券，就給他三千万，派鍾楚雄去色誘夢娜。鍾楚雄練了帝王神功，終於與夢娜翻雲覆雨。不久鍾楚雄反遭夢娜以美人局誘拐入劉耀祖家，被劉耀祖控告擅闖民宅與猥褻罪，判刑一年，由獄中督察淪落為階下囚。同時錢文迪也潛入劉家找債券，發現阿智屍體，知道阿智已被滅口。
劉耀祖知道錢文迪已經背叛自己，又派心腹戰將豹哥入獄，要與恐龍合作，殺了錢文迪、鍾楚雄。魯賓孫此時與基哥、駒哥、大眼光等前去援救，展開一番较量，並擊倒了恐龍。最后在劉耀祖与夢娜举行的订婚派对的当晚，三人成功制造了一起监狱暴动，打倒了豹哥，并乘暴动的时候乘消防車出狱。
在派对上麗麗假扮成夢娜，與錢文迪假裝要謀殺劉耀祖後逃走，劉耀祖憤而追出开枪射杀真正的夢娜，最终使劉耀祖被捕，魯賓孫从養蜥蜴的玻璃缸中取得隐藏已久的债券，事後魯賓孫、錢文迪、鍾楚雄三人搭上了事先安排好的救護車，安然返回监狱。
魯賓孫、鍾楚雄三人經過了一番努力，都已假釋，到錢文迪的強姦案法庭聽審。由於麗麗說詞反覆，又一直講述文迪「過人的性能力」，法官決定要給予錢文迪無罪判決。
錢文迪開了一張1997年兌現的三千万港元支票給鍾楚雄。告訴他债券已經兌現了，並存进了瑞士银行，要到1997年鍾楚雄才能得到文迪允诺给他的三千万元。

## 角色
| 演員                        | 角色     | 简介                                                           |
| 劉德華（粵語配音：朱子聰）  | 錢文迪   | 老千，精通賭術、跑酷、駕車。                                   |
| 鍾麗緹（粵語配音：何錦華）  | 麗麗     | 發牌員，文迪女友。                                             |
| 梁家輝                      | 鍾楚雄   | 獄警，階級為高級督察，但時常出入賭場、妓院                     |
| 關海山                      | 魯賓孫   | 囚犯，三億元債券的真正主人，被劉耀祖陷害入獄，綽號「魯賓孫」。 |
| 尹志強（粵語配音：劉江）    | 劉耀祖   | 魯賓孫的女婿，大黑道，想利奪取債券的反派                       |
| 李婉華                      | 夢娜     | 劉耀祖的情妇，長相美艷，生活放荡，有許多面首。                 |
| 鮑漢琳（粵語配音：周志輝）  | 法官     |                                                                |
| 苑瓊丹                      | 朱姑娘   | 牧師，狱中的教誨師，又稱朱咪咪、朱可愛。                       |
| 廖啟智                      | 阿智     | 發牌員，號稱賭場金手指，後遭劉耀祖滅口。                       |
| 陳志輝 （粵語配音：陳永信） | 張恐龍   | 囚犯，綽號「恐龍」。劉耀祖派入监狱的属下。                     |
| 陳百祥                      | 陳聰明   | 賭徒，號稱星加坡梭哈王子 。                                    |
| 王龍威                      | 王龍豹   | 囚犯，綽號「阿豹」。劉耀祖的得力助手，後被派入監獄。           |
| 李兆基                      | 基哥     | 囚犯                                                           |
| 何家駒（粵語配音：黃志明）  | 李咪     | 囚犯                                                           |
| 黃光亮                      | 黃強     | 囚犯，綽號「大眼光」。                                         |
| 葉榮祖                      | 鍾老闆   | 鍾楚雄之父，雜貨店老闆。                                       |
| 樂慧（粵語配音：陸惠玲）    | 應召女郎 |                                                                |
| 伍國健（粵語配音：古明華）  | 獄警     |                                                                |
| 羅樹琪（粵語配音：周志輝）  | 典獄長   |                                                                |
| 何賽舟                      |          |                                                                |
| 李綺霞                      |          |                                                                |
| 江苗定                      |          |                                                                |
| 關勇                        |          |                                                                |
| 梁少狄                      |          |                                                                |
| 陳少華                      |          |                                                                |
| 馮偉倫                      |          |                                                                |
| 陳子豪                      | 小孩     |                                                                |